# الطحلب الإسباني
الطحلب الإسباني أو الأشنة الإسبانية (تيلاندسيا يوسنيوديس) هو نبات مزهر ينمو فوق الأشجار الأكبر حجمًا، وعادةً ما تكون أشجار البلوط الحي الجنوبي (كويركس فيرجينيانا) أو السرو الأجرد (تاكسوديوم ديستيكوم) في جنوب شرق الولايات المتحدة.
ويعني اسم النبات الخاص يوسنيوديس «شبيه اليوسنيا», وهي بالفعل تشبه بشدة اليوسنيا التي تمت تسميتها تشبيهًا بها، وتعرف أيضًا باسم أشنة الخبز ولكن في الواقع فإن الطحلب الإسباني لا يرتبط بيولوجيًا بأي من الطحالب أو الأشنة. بدلاً من ذلك، فإنه نبات بويضي في عائلة البروميلياسيا (البروميليات) التي تنمو متأرجحة من أفرع الشجر في الشمس المشرقة أو الظلال الجزئية. وقد تم تصنيف هذا النبات سابقًا في جنس أنوبلوفيتم وكاراجواتا ورينيالميا. ويأتي نطاقه الطبيعي من شاطئ فيرجينيا، ولاية فيرجينيا في جنوب شرق الولايات المتحدة إلى الأرجنتين، وينمو حيث يكون المناخ دافئًا بدرجة كافية ويتميز بمتوسط معدل رطوبة مرتفع نسبيًا. وقد تم طرحه في مواقع مشابهة حول العالم، بما يتضمن هاواي وأستراليا.
يتكون هذا النبات من ساق نحيلة تحمل أوراق متتالية رقيقة منحنية أو مجعدة ذات قشور كثيفة 2–6 سـم (0.79–2.36 بوصة) تتسم بالطول و1 مـم (0.039 بوصة)الاتساع وتنمو بشكل مزهر بشكل يشبه السلاسل (قلادة متدلية) لتكون أشكالاً متأرجحة تصل إلى 6 م (240 بوصة) في طولها. ولا توجد في هذا النبات جذور هوائية  كما أن أزهاره صغيرة جدًا وغير واضحة. ويتكاثر هذا النبات من خلال البذور وكذلك بشكل نباتي من خلال أجزاء تحركها الرياح وتلتصق بأغصان الأشجار أو تحملها الطيور لتستخدمها كمواد لصناعة العش.

## النظام البيئي

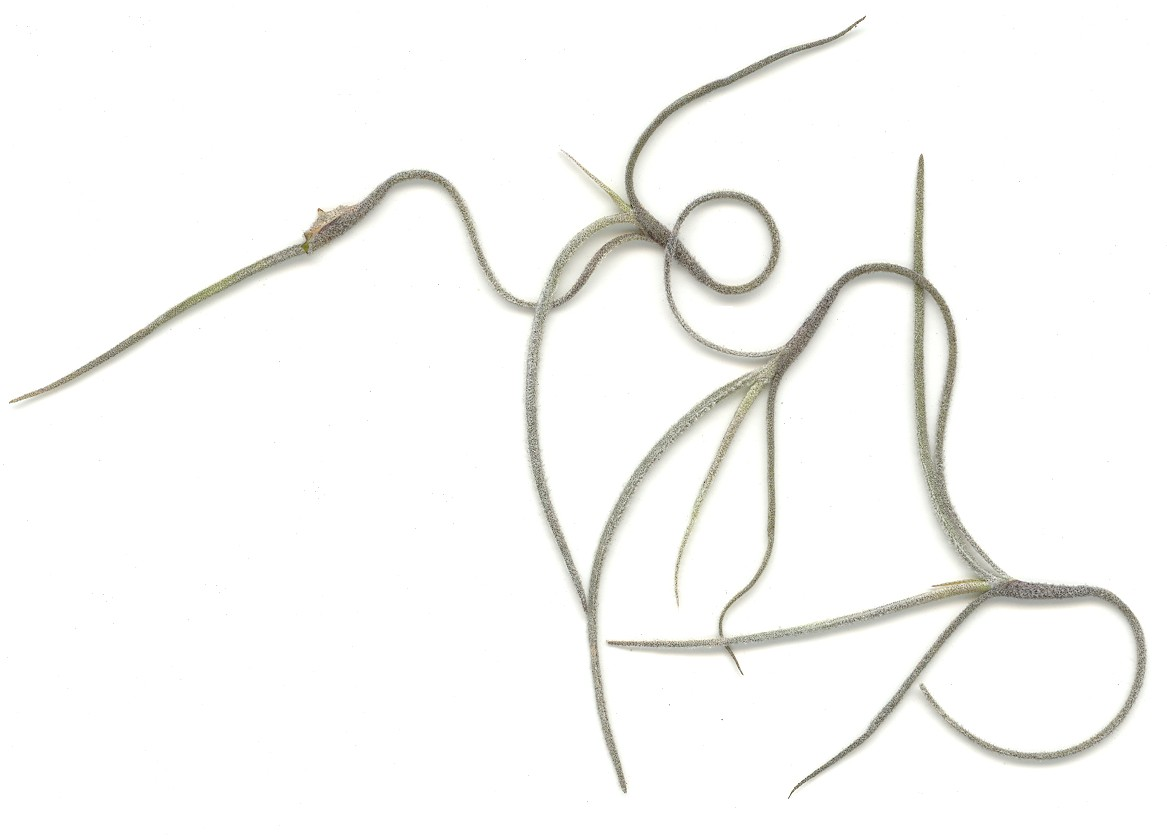
نظرة عن قرب على الطحلب الإسباني

الطحلب الإسباني هو نبات هوائي يمتص المواد الغذائية (وخاصة الكالسيوم) والماء من الهواء والمطر المتساقط. يعرف الطحلب الإسباني بين العامة باسم «النبات الهوائي».
ورغم أنه نادرًا ما يتسبب في قتل الأشجار، إلا أنه يخفض معدل نموها من خلال تقليل كمية الضوء التي تصل إلى أوراق الشجرة. كما يزيد هذا النبات من مقاومة الرياح، والتي قد تكون خطيرة للغاية بالنسبة للشجرة المضيفة في أي إعصار استوائي.
في جنوب الولايات المتحدة، يبدو أن هذا النبات يفضل النمو على أشجار البلوط الحي الجنوبي (كويركس فيرجينيانا) أو أشجار السرو الأجرد (تاكسوديوم ديستيكوم) بسبب ارتفاع معدلات ترشيح المعادن من أوراق هذه الأشجار (الكالسيوم والمغنسيوم والبوتاسيوم والفسفور) مما يوفر كمية هائلة من المواد الغذائية للنبات، إلا أنه يستطيع أيضًا استعمار فصائل أشجار أخرى مثل شجر الصمغ الحلو (ليكويدامبار ستايراسيفلوا) وشجر الكريب ميرتل (لاجيرستروميا spp.) وأنواع البلوط الأخرى بل وحتى أشجار الصنوبر.
يعتبر الطحلب الإسباني مأوى لعدد من المخلوقات، بما يتضمن الثعابين آكلة القوارض وثلاث فصائل من الوطاويط. وقد تم اكتشاف فصيلة واحدة من العنكب القفاز، بيليجرينا الهوائية, فقط على الطحلب الإسباني.

## الطحلب الإسباني في الثقافة والفن الشعبي

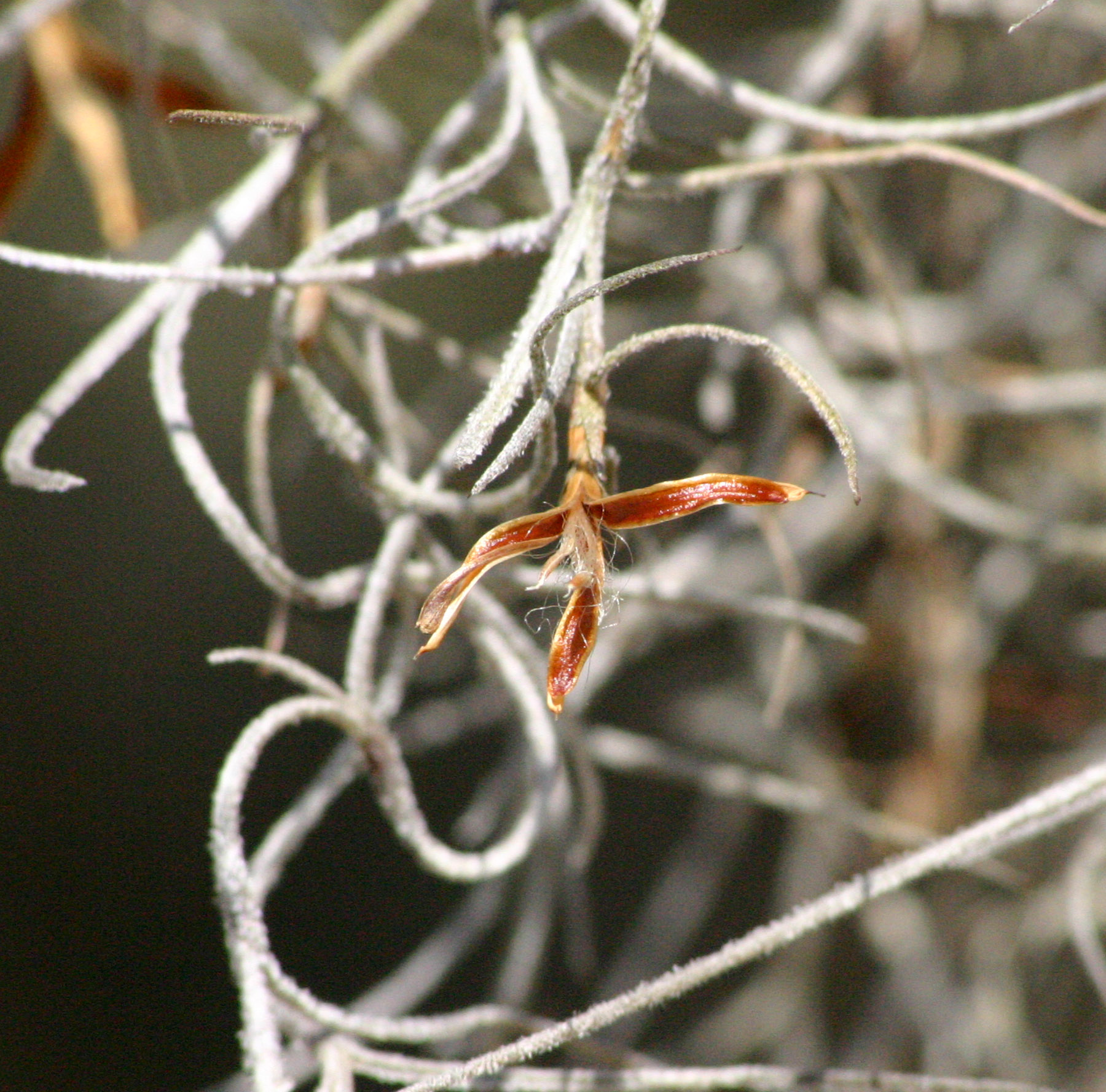
الطحلب الإسباني وبه غشاء بذور مفتوح في ملجأ سانتفي القومي للحياة البرية، جنوب كاليفورنيا.

نتيجة لميل هذا النبات للنمو في الأماكن الجنوبية الرطبة مثل جورجيا ولويزيانا ومسيسيبي وفلوريدا ونورث كارولينا الشرقية وجنوب شرق فيرجينيا وجنوب كاليفورنيا وتكساس وألاباما، فإن هذا النبات يتم ربطه غالبًا بالصور الجرمانية الجنوبية.
في جنوب شرق الولايات المتحدة، تروى الحكاية التالية:
كما تقول الرواية، فذات مرة كان هناك رحالة جاء مع خطيبته الإسبانية في القرن الثامن عشر لبدء إنشاء مزرعة بالقرب من مدينة تشارلستون ساوث كارولينا. وقد كانت عروسًا رائعة الجمال ذات شعر أسود داكن متدفق. وبينما كان الاثنان يمشيان فوق أرض المزرعة[sic] بالقرب من الغابة ويخططان لمستقبلهما، هاجمتهما فجأة مجموعة من قبيلة الشيروكي الذين لم يكن يرضيهم مشاركة أرض أجدادهم مع الغرباء. وكتحذير أخير للابتعاد عن أمة الشيروكي، قاموا بقطع الشعر الداكن الطويل الذي كان يزين رأس عروس المستقبل وألقوه في شجرة بلوط حي قديمة. وعندما عاد القوم يومًا بعد يوم وأسبوعًا تلو أسبوع، بدءوا
يلاحظون أن الشعر قد ذبل وتحول للون الرمادي وبدأ في الانتشار من شجرة لأخرى. وبمرور السنوات انتشر الطحلب من ساوث كارولينا إلى جورجيا وفلوريدا. وحتى هذا اليوم، إذا وقف أحدهم أسفل شجرة بلوط حي، فسيرى الطحلب يقفز من شجرة إلى أخرى ويدافع عن نفسه من خلال جيش كبير من الخنافس.
وفي هاواي، يشار في العادة إلى الطحلب الإسباني باسم ʻيوميʻيومي أو دولي، تيمنًا بلحية الحاكم ستانفورد بي دولي (Sanford B. Dole). لقد كان بمثابة طرحت على هاواي في القرن التاسع عشر، وأصبح زينة ونبات لي. ومؤخرًا يسمى أحيانًا «شعر بيلي» تيمنًا باسم بيلي آلهة هاواي. ويشير مصطلح «شعر بيلي» في العادة إلى نوع من الزجاج البركاني المشتعل.
وقد كتب المغني - مؤلف الأغاني الكندي جوردون لايتفوت (Gordon Lightfoot) أغنية شعبية بعنوان «الطحلب الإسباني».
وقد قدمت فرقة بنك روك (Punk Rock) الأمريكية Against Me! أغنية بعنوان "Spanish Moss" (الطحلب الإسباني) في ألبومها الصادر عام 2010 بعنوان White Crosses.
«انظر إلى الطحلب الإسباني. اترك عقلك يستحضر الأشباح القديمة. استقل دراجتك عبر شوارع فلوريدا المفقودة. كل شيء قلناه وفعلناه يمكن نسيانه بكل سهولة. يمكنك دائمًا تغيير نفسك.»
يستخدم المغني الشعبي الأمريكي براد بيسلي (Brad Paisley) عبارة «الطحلب الإسباني» في كورس أغنيته الشهيرة 'American Saturday Night' (ليلة سبت أمريكية) (عام 2010) ويشير إليه المغني الشعبي الأمريكي ديركس بنتلي (Dierks Bentley) في أول عبارة من أغنيته 'Every Mile a Memory' (ذكرى كل ميل).

## الاستخدامات البشرية

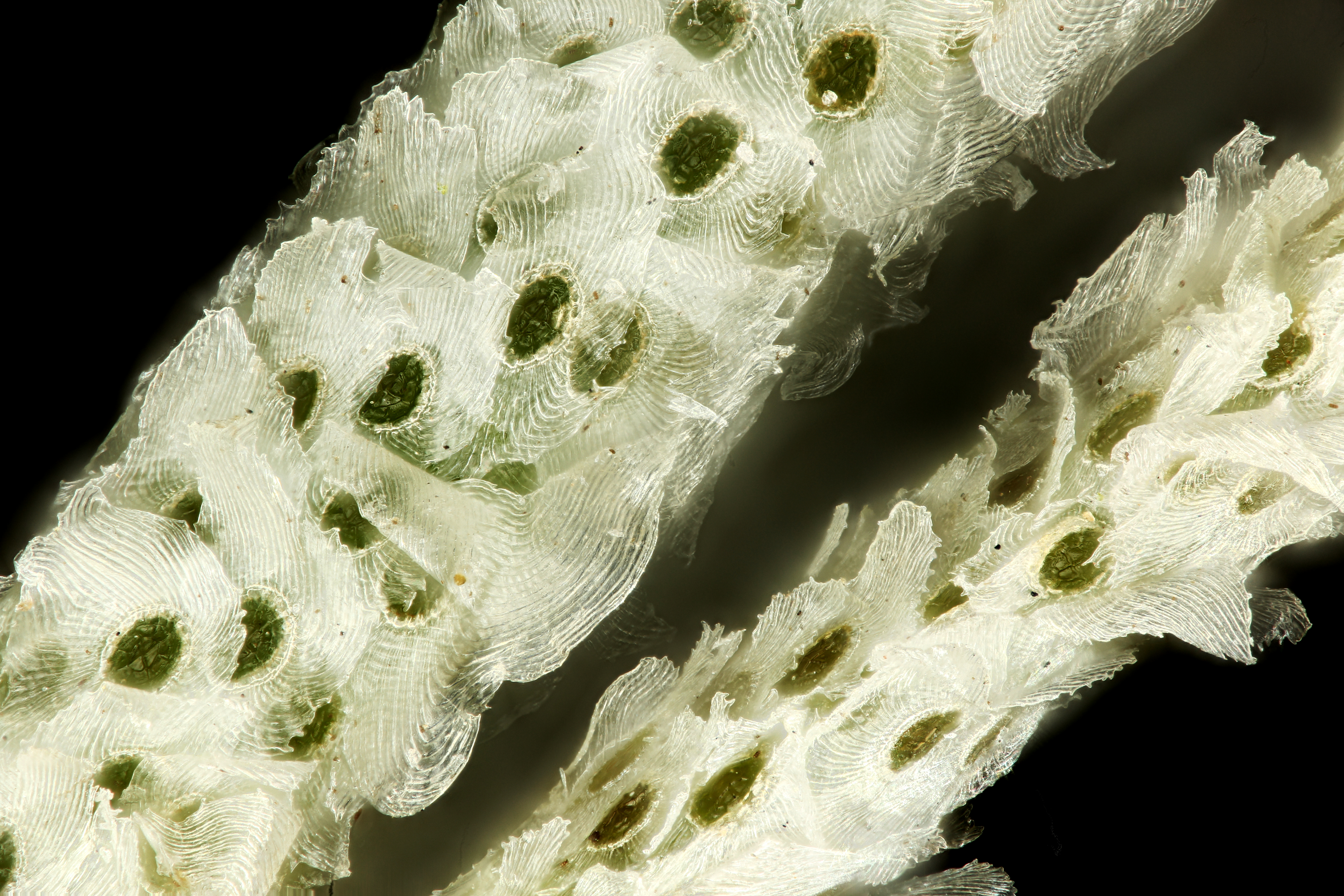
الطحلب الإسباني تحت التكبير 20x يظهر هياكل دقيقة. الجمعية النباتية الأمريكية، 2016

تم استخدام الطحلب الإسباني لأغراض مختلفة، بما يتضمن عوازل الأبنية والأغطية العضوية الواقية ومواد التغليف وحشو الفرش والألياف. وفي أوائل القرن العشرين تم استخدامه تجاريًا في تبطين مقاعد السيارات. وفي عام 1939 تم إنتاج ما يزيد عن 10000 طن من الطحلب الإسباني المعالج. ولا يزال يتم تجميعه حاليًا بكميات أقل لاستخدامه في الفنون والحرف أو كطبقات من أجل مزارع الزهور.
كما هو معلوم أن الطحلب الإسباني كانت ترتديه نساء قبيلة تيموكوا الهندية.
وكذلك يستخدمه البعض كوسيلة لحشو دمى الفودو التقليدية.

## معرض الصور

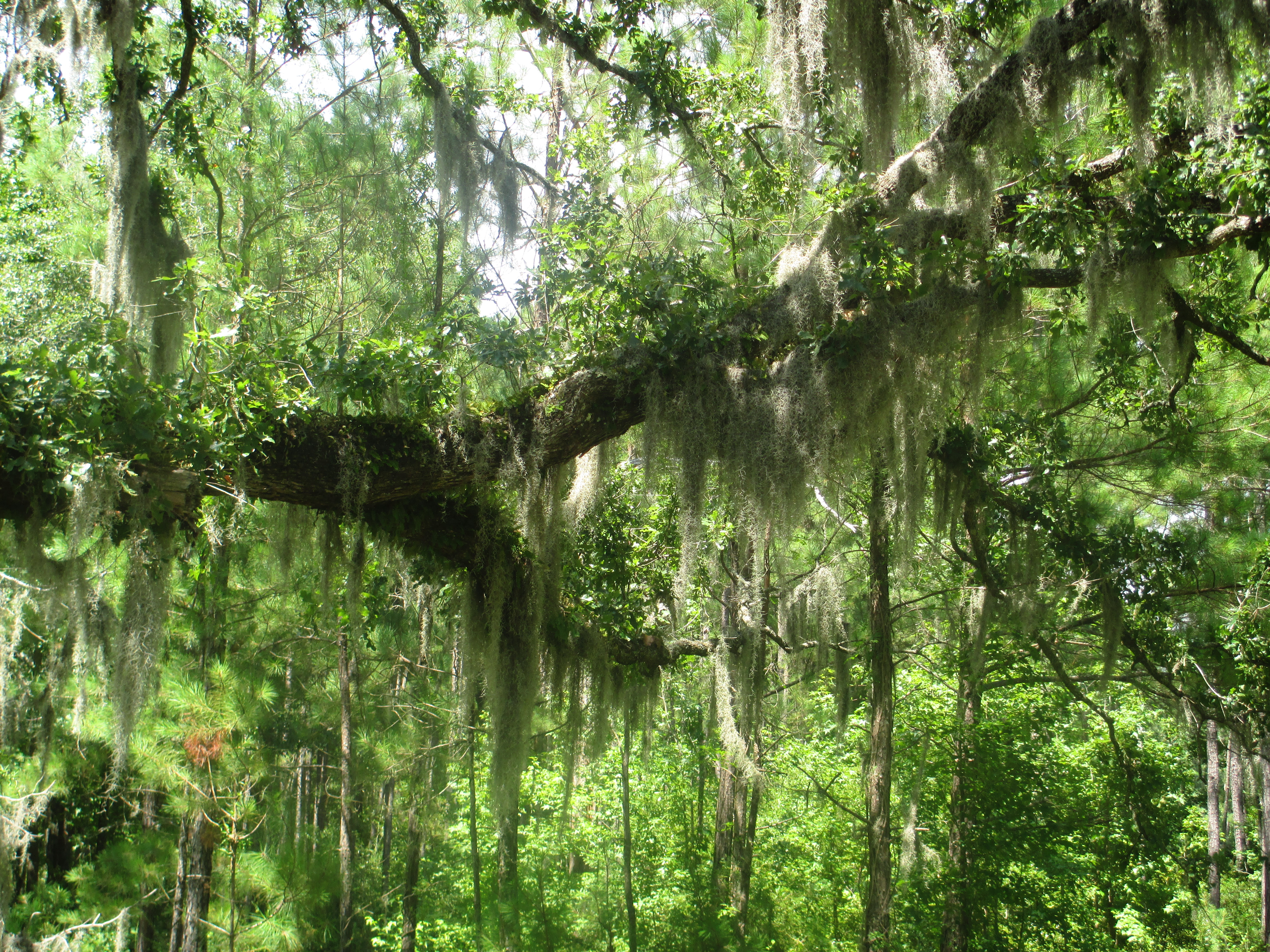
الطحلب الإسباني في ميدان قتال مورز كريك القومي في مقاطعة بندر، نورث كارولينا
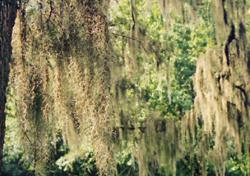
الطحلب الإسباني ينمو على شجرة بلوط.
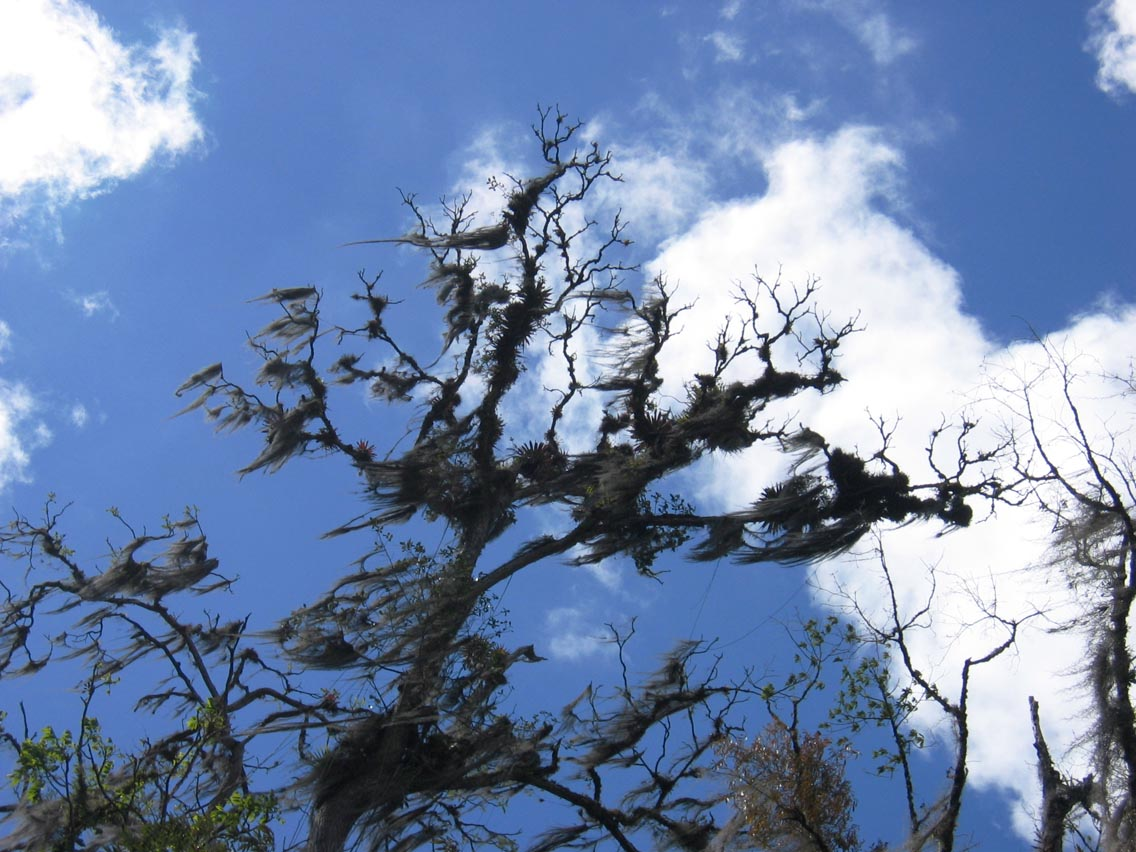
طحلب إسباني في كوستا ريكا.
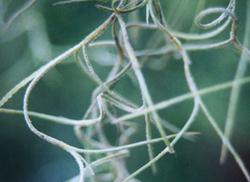
نظرة عن قُرب على الطحلب الإسباني.
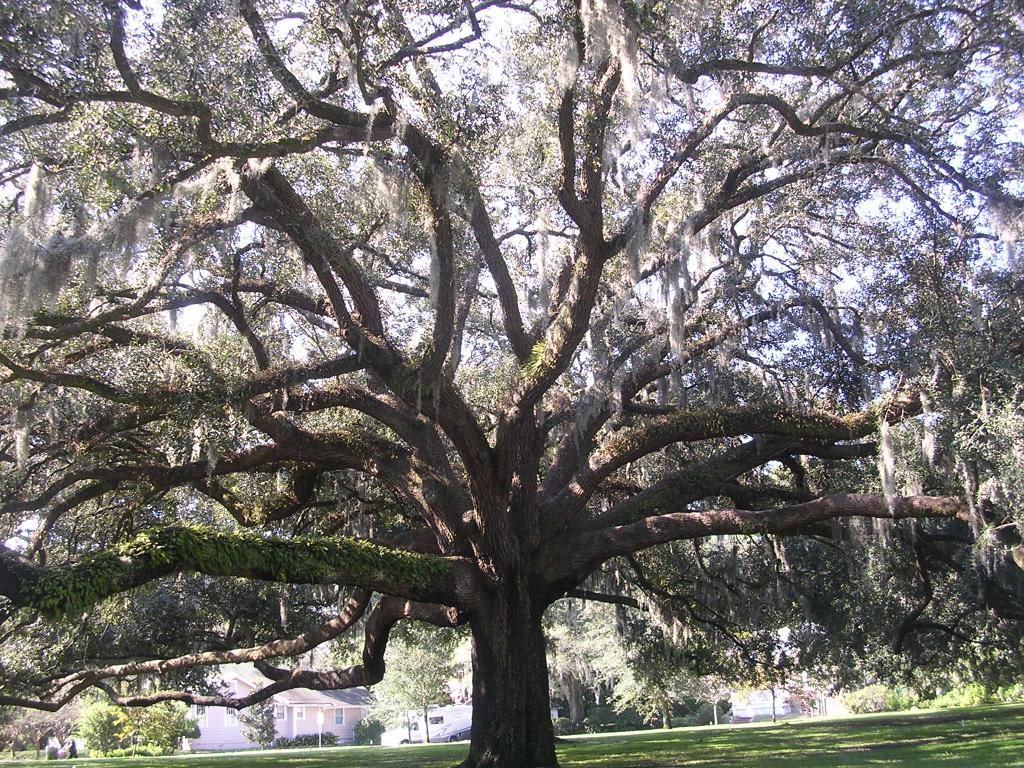
بلوط حي جنوبي والطحلب الإسباني يتدلى منه.
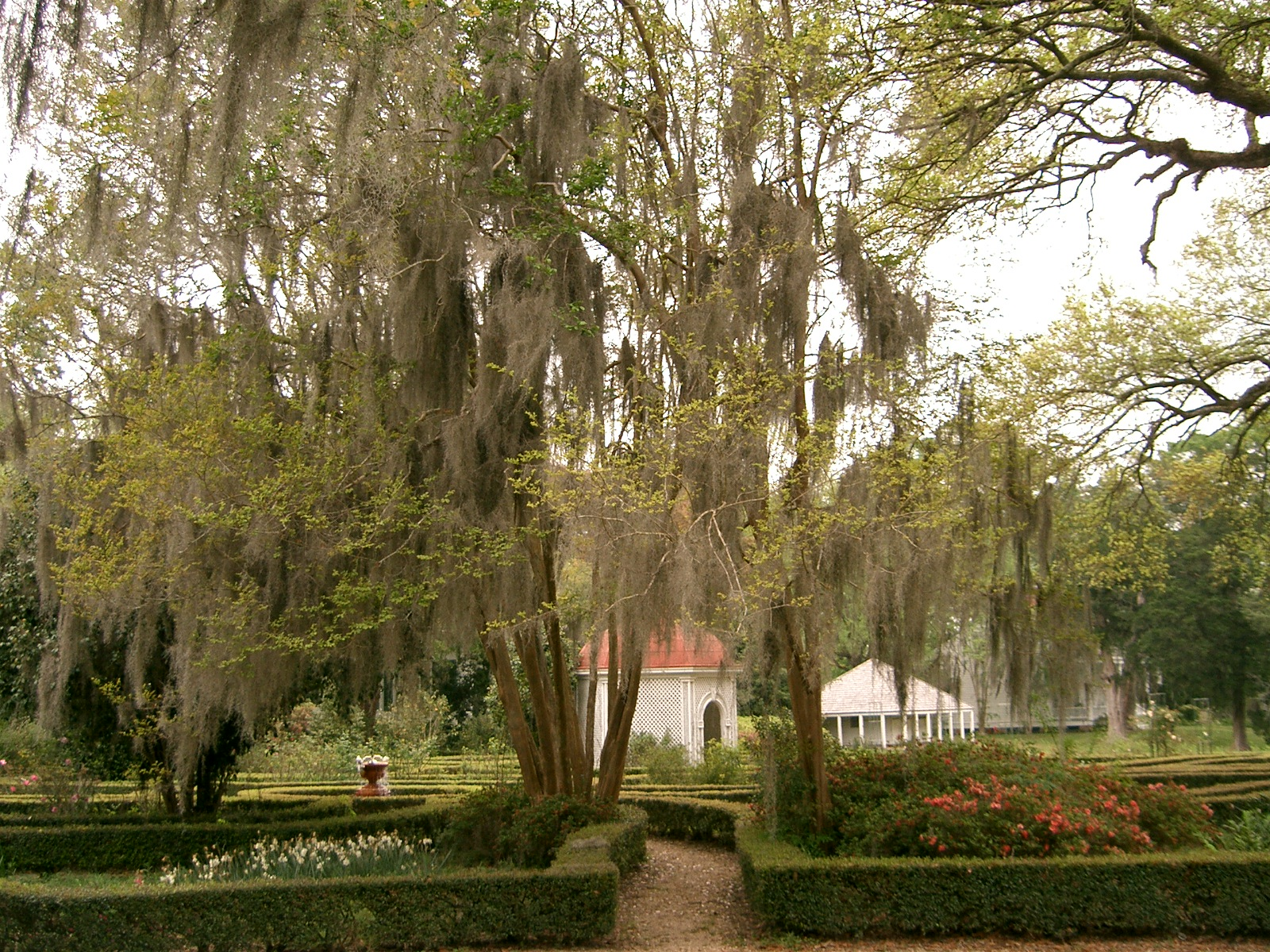
طحلب إسباني في لويزيانا.
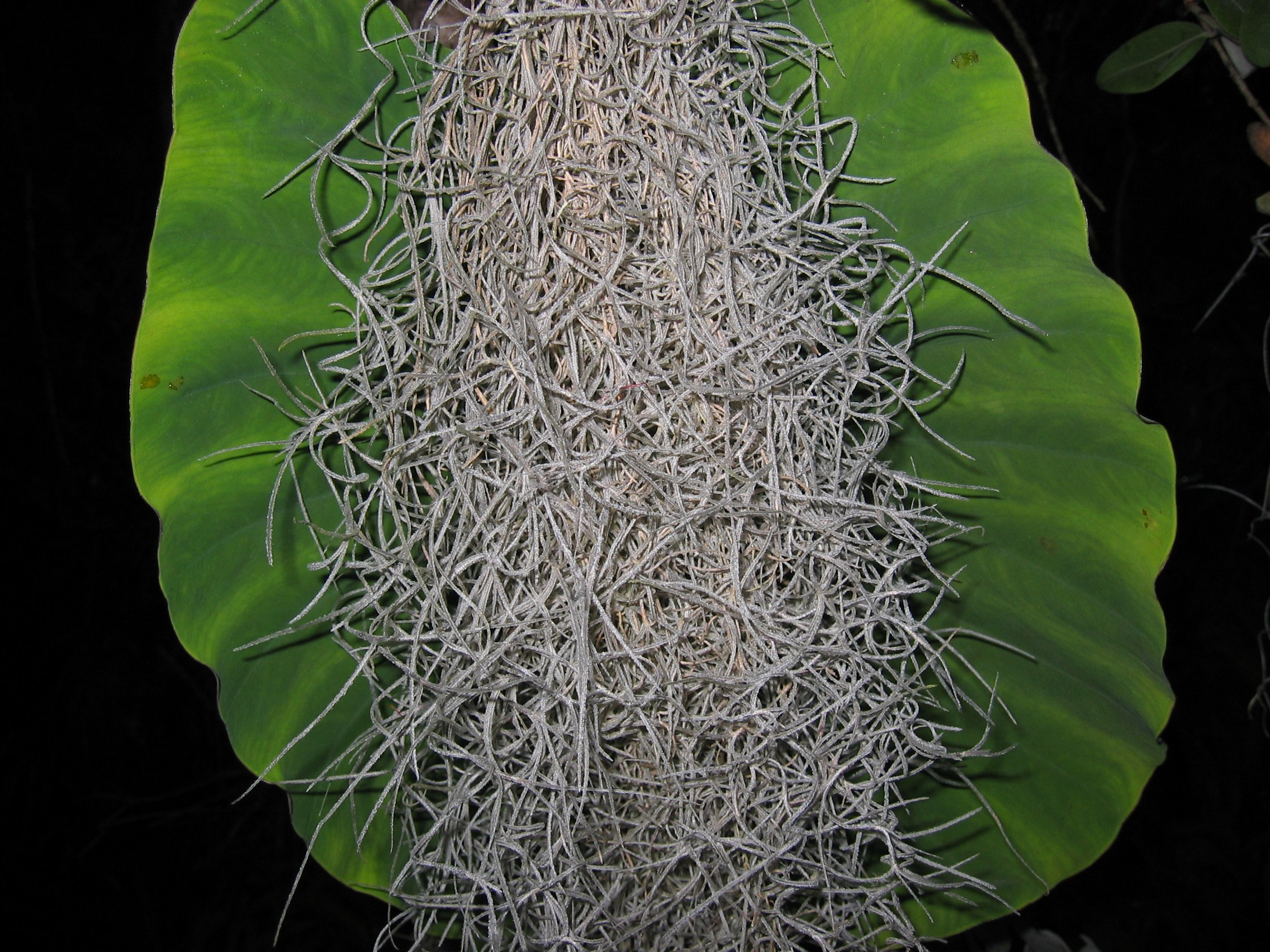
ʻيوميʻيومي أو دولي مع خلفية من أوراق التارو.
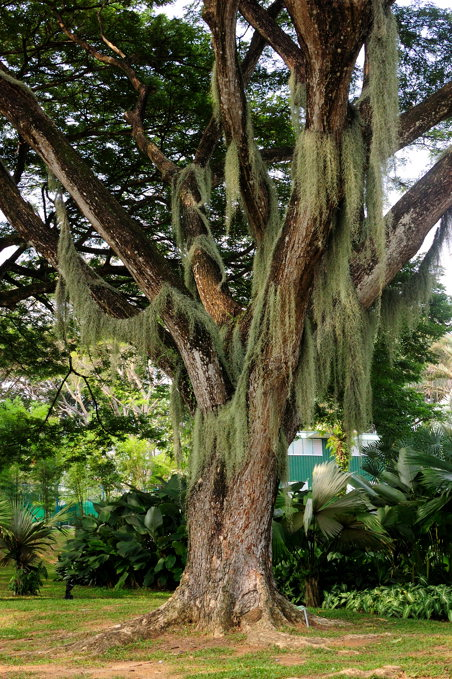
الطحلب الإسباني على شجرة بحديقة في سنغافورة.
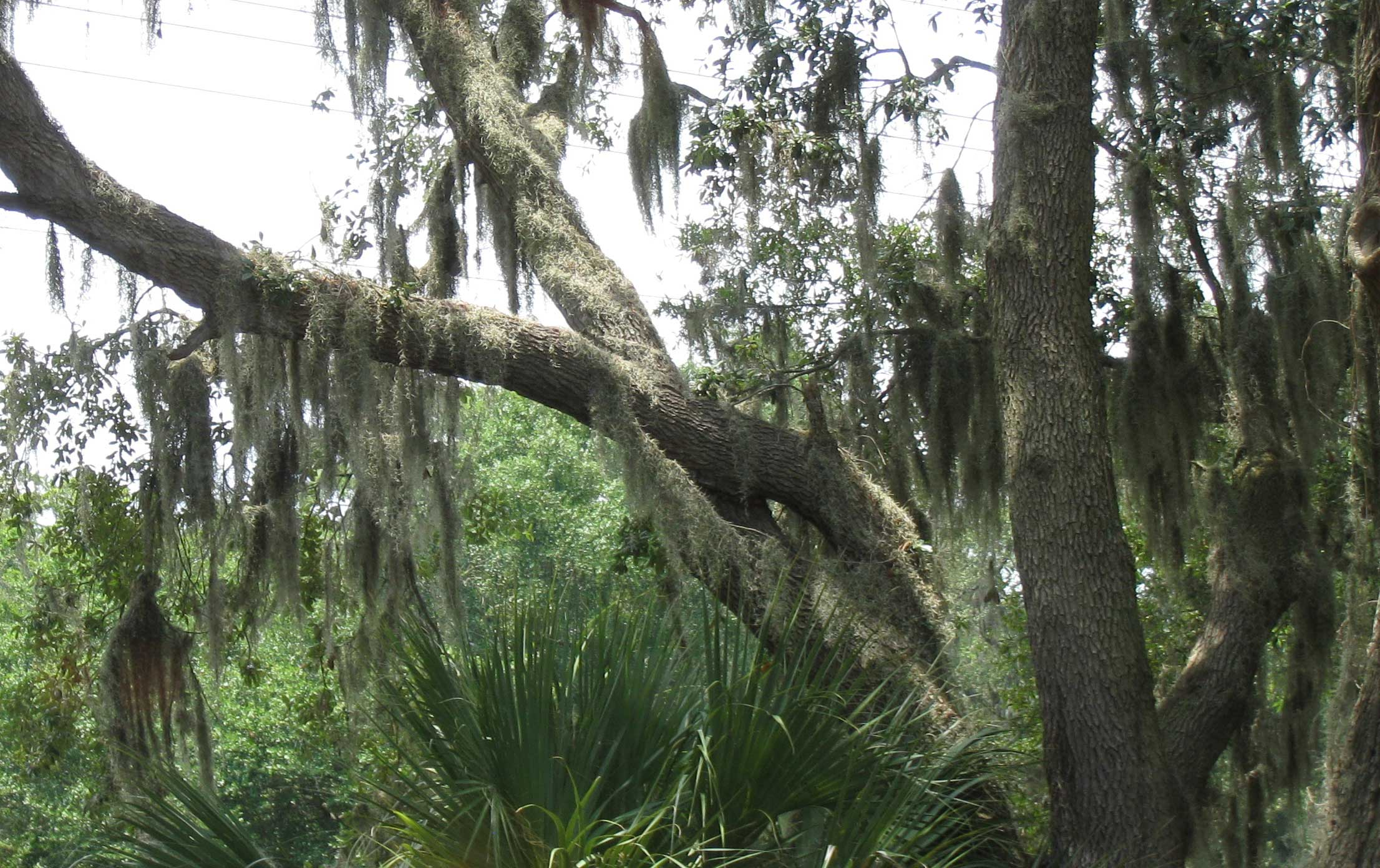
طحلب إسباني ينمو على شجرة في جزيرة هيلتون هيد، ساوث كارولينا
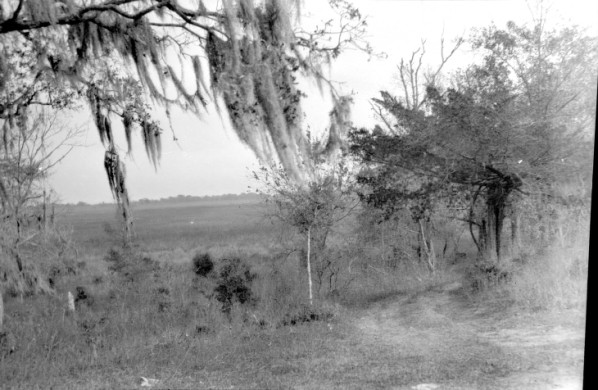
حقل وأشجار عليها طحلب إسباني (هاري ووكر (Harry Walker), مصور فوتوغرافي، تكساس, في الفترة من 1915 إلى 1920 تقريبًا)

## وصلات خارجية
- Spanish Moss: Its History, Nature and Uses -- Beaufort County Library
- Florida Forest Plants
- Florida Spanish Moss: Theory - Does Spanish Moss kill trees?